# Fritz Hoffmeyer
Fritz Hoffmeyer (ab 1918: Hoffmeyer-Zlotnik) (* 20. März 1860 in Złotnik; † 12. April 1922 ebenda) war ein deutscher Landwirt und Politiker.

## Leben
Als Sohn eines Gutsbesitzers geboren, studierte er nach dem Besuch des Friedrich-Wilhelm-Gymnasiums in Berlin, wo er 1879 bis 1882 der Burschenschaft Gedania angehörte. Ab 1882 war er als Landwirt in Posen tätig, wurde Rittergutsbesitzer in Zlotnik und Reserveoffizier, zuletzt als Rittmeister der Landwehr. 1903 bis 1908 war er für die Deutschkonservative Partei im Wahlkreis Posen 2 Abgeordneter im Preußischen Abgeordnetenhaus. Er wurde Landschaftsrat und war von 1912 bis 1918 Generallandschaftsrat in Posen.